# Bagno a Ripoli
Bagno a Ripoli település Olaszországban, Toszkána régióban, Firenze megyében. Lakosainak száma 25 156 fő (2023. január 1.). Bagno a Ripoli Fiesole, Firenze, Greve in Chianti, Impruneta, Pontassieve és Rignano sull’Arno községekkel határos.

## Népesség
A település népességének változása:
| Lakosok száma | 25 538 | 25 483 | 25 156 |
|               | 2013   | 2018   | 2023   |